# 黙示録の獣

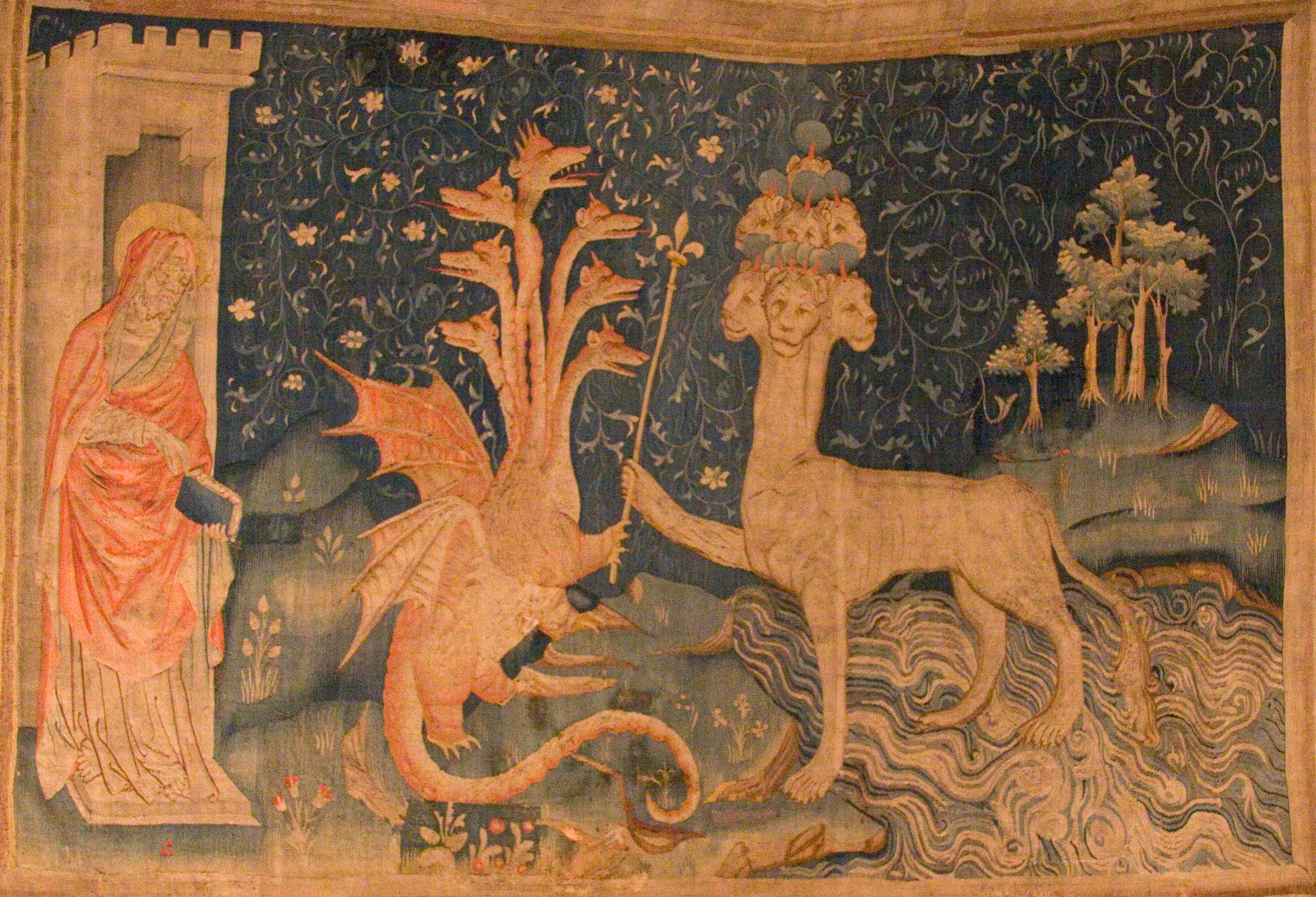
七つの頭と十本の角を持つ竜が十本の角と七つの頭を持つ獣に権威を与えるシーン。中世期のタペストリー。

黙示録の獣（もくしろくのけもの、希: Θηρίον、Thērion）は、『ヨハネの黙示録』十二章および十三章に記される獣である。

## 新約聖書の描写
以下のような姿で描写される。
| 「 | また、もう一つのしるしが天に現れた。見よ、火のように赤い大きな竜である。これには七つの頭と十本の角があって、その頭に七つの冠をかぶっていた（新共同訳12：3） | 」 |

| 「 | わたしはまた、一匹の獣が海の中から上って来るのを見た。これには十本の角と七つの頭があった。それらの角には十本の王冠があり、頭には神を冒涜するさまざまな名が記されていた。わたしが見たこの獣は、豹に似ており、足は熊の足のようで、口は獅子の口のようであった。竜はこの獣に、自分の力と王座と大きな権威とを与えた（新共同訳13：1-2） | 」 |

| 「 | わたしはまた、もう一匹の獣が地中から上って来るのを見た。この獣は、子羊の角に似た二本の角があって、竜のようにものを言っていた。この獣は、先の獣が持っていたすべての権力をその獣の前で振るい、地とそこに住む人々に、致命的な傷が治ったあの先の獣を拝ませた。（新共同訳13:11-12） | 」 |

## 預言的解釈

### 赤い竜と獣が象徴するもの
「赤い竜」と「十本の角と七つの頭があった獣」とはキリスト教を迫害するローマとローマ軍の象徴である。「十本の角と七つの頭があった獣」とは、七つの丘や七人のローマ皇帝を指す。七つの頭の内、「既に倒れた五人」が初代から五代までのアウグストゥス、ティベリウス、カリグラ、クラウディウス、ネロ。「今の一人」がウェスパシアヌス。「しばらく留まる」のが、僅か二年の治世で病死したティトゥス。「七人の一人である八番目」は、ティトゥスの後に皇位に就き、ネロの再来であると噂されたドミティアヌス。「頭の一つは傷付けられるが、すぐに治る」というのも、ネロがドミティアヌスとして復活する事を指していると考えられる。十本の角とは、七つの頭の皇帝に、六十九年に乱立したガルバ、オトー、ウィテリウスを加えた十人の事を指す、とされることが多い。七つの丘とした場合はカピトリウム、パラティウム、アウェンティヌス、エスクイリヌス、カエリウス、クイリナリス、ウィミナリスという丘の名であり、ローマの象徴である。このように、黙示文学とは実際に起きたことを指すのではなくあくまで象徴として隠して取り上げる文学のことである。当時キリスト教は迫害され、地下墳墓で教会活動を行っていた。表立ってローマ皇帝への批判などできなかったのである。もちろんサタンとはローマやローマ皇帝そのものを指す。黙示録は読むべき人が読めば理解できるように記してその代表例がゲマトリアで記され、一般的に666として知られる「獣の数字」である。これは皇帝ネロを指していると一般的には言われている。したがってすべてがローマ皇帝の迫害から逃れるために、比喩や象徴を用いた一種の暗号で書かれている。
「七つの頭と十本の角を持つ赤い竜」、「十本の角と七つの頭があった獣」は紛らわしいが、実は同じ頭数で同じ本数である。象徴する意味も同じである。ただし、赤い竜とはエデンの園で禁断の果実を食べさせるようにそそのかしたサタンであるとして、邪悪そのものといった方が正しいと考えられる。その邪悪そのものから権威と支配を「鉄の杖」でもって獣、すなわちローマ帝国に与えられるのである。鉄の杖とは世界を支配する象徴でもあり預言者の象徴でもある。ゆえに、偽預言者という記述がこれ以降登場することになる。偽預言者とは獣、すなわちローマ皇帝を指しているのである。

### 聖母マリアとキリストの象徴と竜との戦い
| 「 | また、天に大きなしるしが現れた。一人の女が身に太陽をまとい、月を足の下にし、頭には十二の星の冠をかぶっていた。 女は身ごもっていたが、子を産む痛みと苦しみのため叫んでいた。また、もう一つのしるしが天に現れた。見よ、火のように赤い大きな竜である。これには七つの頭と十本の角があって、その頭に七つの冠をかぶっていた。 竜の尾は、天の星の三分の一を掃き寄せて、地上に投げつけた。そして、竜は子を産もうとしている女の前に立ちはだかり、産んだら、その子を食べてしまおうとしていた。女は男の子を産んだ。この子は、鉄の杖ですべての国民を治めることになっていた。子は神のもとへ、その玉座へ引き上げられた（新共同訳12：1-5） | 」 |

この女とは聖母を表しており、子はキリストを現している。竜はローマ帝国の象徴であり、滅ぼそうとしているのである。その御座に引き上げられたとはキリストの受難とその後の復活を説明している。鉄の杖を持ってという部分は偽預言者と本物の預言者であるイエスを対比させる描写でもある。

### ミカエルとの戦い
| 「 | さて、天で戦いが起こった。ミカエルとその使いたちが、竜に戦いを挑んだのである。竜とその使いたちも応戦したが、勝てなかった。そして、もはや天には彼らの居場所がなくなった。この巨大な竜、年を経た蛇、悪魔とかサタンとか呼ばれるもの、全人類を惑わす者は、投げ落とされた。地上に投げ落とされたのである。その使いたちも、もろともに投げ落とされた。（新共同訳12：7−9） | 」 |

竜、すなわちサタン側はミカエルとその使いたちが挑んだ戦いに敗北し、その使いたちとともに地上に投げ落とされるのである。古き悪しき蛇とはエデンの園でそそのかした蛇の事である。この記述が西洋世界におけるドラゴンを邪悪の化身にしてしまいがちなる原因となった。だからといって、すべてのドラゴンがサタンや悪魔というわけではない。あくまで黙示録の竜はサタンが化けていたというにすぎない。この竜（サタン）＝ローマが失楽園の蛇と結び付けられるのである。ローマは敗北することとなっている。なお、この見方において、預言はすでに成就されていることになる。

### 赤い竜と獣の末路
| 「 | わたしはまた、あの獣と、地上の王たちとその軍勢とが、馬に乗っている方とその軍勢に対して戦うために、集まっているのを見た。しかし、獣は捕らえられ、また、獣の前でしるしを行った偽預言者も、一緒に捕らえられた。このしるしによって、獣の刻印を受けた者や、獣の像を拝んでいた者どもは、惑わされていたのであった。獣と偽預言者の両者は、生きたまま硫黄の燃えている火の池に投げ込まれた（新共同訳19：19-20） | 」 |

| 「 | わたしはまた、一人の天使が、底なしの淵の鍵と大きな鎖とを手にして、天から降って来るのを見た。この天使は、悪魔でもサタンでもある、年を経たあの蛇、つまり竜を取り押さえ、千年の間縛っておき、底なしの淵に投げ入れ、鍵をかけ、その上に封印を施して、千年が終わるまで、もうそれ以上、諸国の民を惑わさないようにした。その後で、竜はしばらくの間、解放されるはずである。 わたしはまた、多くの座を見た。その上には座っている者たちがおり、彼らには裁くことが許されていた。わたしはまた、イエスの証しと神の言葉のために、首をはねられた者たちの魂を見た。この者たちは、あの獣もその像も拝まず、額や手に獣の刻印を受けなかった。彼らは生き返って、キリストと共に千年の間統治した（新共同訳20：1-4） | 」 |

偽の救世主である第一の獣、第二の獣を崇拝した人間は天使によって滅ぼされる。しかし、赤い竜だけは神の計画によって千年底なしの深淵で鎖につながれ、復活したキリストと殉教者によって統治される千年王国が誕生する。これが有名な「千年王国（ミレニアム）思想」である。ここで、皇帝崇拝によって殺害されたり迫害された人が救われることとなっている。
もっとも、西暦も二千年を過ぎている現代の神学では、これはあまり大きく扱われる思想ではない（「千年王国」を即物的に捉えず、比喩的・象徴的にのみ解釈する立場を無千年王国説という。正教会、カトリックをはじめ、多くの宗派が体制的にはこの説を採用している）。ちなみに千年後に深淵から開放されたサタンである赤い竜は、ゴグ・マゴグを招集して千年王国の都を包囲するが、天から降ってきた火によって滅ぼされ火と硫黄の池に投げ込まれ、今度は永遠に苦しむことになるとされている。

## 引用文献
- 久保田悠羅、F.E.A.R.著『ドラゴン』 新紀元社発行、2002年5月20日発売、ISBN 4-7753-0082-2